# فرودگاه شهرستان دیویدسن
فرودگاه دیویدسن کانتی (به انگلیسی: Davidson County Airport) یک فرودگاه است که یک باند فرود آسفالت دارد و طول باند آن ۱۵۲۴ متر است. این فرودگاه در کشور ایالات متحده آمریکا قرار دارد .